# Carihuairazo
El Carihuairazo és un volcà inactiu de l'Equador, a la Serralada Occidental, una part de la gran serralada dels Andes. Té una alçada de 5.018 msnm i una prominència de 620 metres. Es troba a només 7 km del Chimborazo. I hi ha un segon pic a una alçada de 4.960 m anomenat Mocha. El seu nom prové dels mots quítxues cari («home»), hauaira («vent») i razu («neu») i segons les llegendes locals perdé una batalla amb el taita Chimborazo per aconseguir l'amor de mama Tungurahua; per aquesta raó el seu cràter està escapçat.
Va ser escalat per Edward Whymper, els cosins Louis i Jean-Antoine Carrel i els equatorians David Beltran i Francisco Campaña, durant la seva expedició a l'Equador de 1880. Per la No descripció que en va fer Whymper no queda del tot clar que l'ascensió fos al Carihuairazo i es creu que van pujar al Mocha. Això fa que la primera ascensió del cim principal s'atribueixi a Arturo Eichler, Horacio Lopez Uribe i Jean Morawiecki l'any 1951.